# Фонд громади
Фонди громад — неурядові благодійні структури, призначення яких полягає в підвищенні якості життя громад, на території яких поширюється їхня діяльність. Фонди громад визначають потреби місцевої громади, заохочують благодійні пожертви і накопичують кошти, з яких надають гранти на впровадження ініціатив з вирішення соціально важливих місцевих проблем.
Перший фонд громади був заснований Фредиріком Гофом у Клівленді, США в 1914 році, котрий функціонує під назвою Фонд Клівленду. Перший Фонд громади Канади з'явився у 1921 році. Починаючи з 1980-х років фонди громад були створені майже у кожній країні світу.
Розвитком Фондів громад в Україні займається Ініціативний центр сприяння активності та розвитку громадського почину «Єднання» (скорочено — ІСАР «Єднання») за сприяння фонду Чарльза Стюарда Мотта. В рамках програми «Школа Фондів Громад» на території України діють 24 фонди громади, як у великих містах так і у регіональних центрах.
У 2010 році представники ІГС назвали основні та бажані ознаки й характеристики фондів громад в Україні. Результати даного опитування були опубліковані у 2013 році під назвою «Базові ознаки фонду громади»
Основними ознаками фонду:
- Чітко визначена територія діяльності;
- Самоврядність на основі представництва;
- Місцеві джерела підтримки;
- Розвиток благодійності в громаді;
- Перерозподіл фінансових ресурсів.

Фонди громад можуть прямо чи опосередковано брати участь у створенні Програм економічного і соціального розвитку муніципалітету чи ОТГ, які у деяких країнах є обов'язковими для створення кожним муніципалітетом, наприклад у Словаччині 
Фондування територіальними громадами - це збір та управління фінансовими ресурсами відповідними фондами (цільовими пулами фінансових ресурсів) на рівні конкретної громади для подальшого сприяння місцевому розвитку або підтримки цільових ініціатив громад.
Це один з найпростіших і в той же час досить ефективних інструментів для забезпечення сталого та постійного економічного та соціально-культурного росту, який при цьому є доступним на місцевому рівні. Особливо цікавим та привабливим він є в аспекті відносно незначних затрат на його створення (запуску) та кількості зусиль на подальше залучення фінансових ресурсів. Фондування місцевими громадами є важливим акумулюючим фінансовим механізмом для їхнього зміцнення, саме цей вид залучення фінансових ресурсів та подальшого фінансування дає змогу місцевим громадам брати активну участь у розв'язанні своїх власних потреб і залучати ресурси для реалізації проєктів, що сприяють поліпшенню регіонального життя та розвитку економіки, інфраструктури, освіти, культури тощо.
Фізично фондування територіальними громадами - це сукупність діяльності місцевих благодійних фондів , яка спирається на співпрацю між місцевим самоврядуванням, регіональним бізнесом та іноземними донорами.
Успішний розвиток територіальних громад у економічній, соціальній та екологічній сферах безпосередньо залежить  від  достатності фінансування відповідних проєктів та програм, які зазвичай мають на меті :
- сталий розвиток місцевих громад;
  - зміцнення соціальної сфери;
- створення нових робочих місць;
- поліпшення місцевої інфраструктури;
- екологічна стійкість громад;
- інноваційні  технології;
- стартапи;

  Враховуючи той факт, що фінансування вищевказаних напрямків з державного чи місцевого бюджету у більшості випадків є недостатнім, практично завжди виникає потреба у додаткових джерелах підтримки пріоритетних сфер на місцях, саме на це і "націлене" фондування територіальними громадами.